# Беленький, Владимир Хононович
Влади́мир Хоно́нович Бе́ленький (11 сентября 1932 года, Бобруйск, Могилёвская область, СССР — 4 декабря 2012 года Красноярск, Российская Федерация) — советский и российский философ и социолог, создатель концепции об объектных и субъектных элементах социальной структуры. Марксист. Доктор философских наук (1997), профессор.
Профессор кафедры социологии, политологии и правоведения Института цветных металлов и золота Сибирского федерального университета (с 2006).

## Биография
Родился 11 сентября 1932 года в Бобруйске в семье милиционера.
В 1954 году окончил Горьковский государственный педагогический институт по специальности «История».
В 1954–1956 годах проходил службу в Советской армии.
В 1957–1962 годах преподавал в профессионально-техническом училище.
В 1967 году в Красноярском педагогическом институте под научным руководством доктора философских наук, профессора П. Е. Кряжева защитил диссертацию на соискание учёной степени кандидата философских наук по теме «Активность народных масс как социологическая проблема».
В 1990—1992 годах — профессор и заведующий кафедрой экономической теории Красноярского государственного технического университета.
В 1997 году в Иркутском государственном университете защитил диссертацию (в виде научного доклада) на соискание учёной степени доктора философских наук по теме «Активные элементы социальной структуры общества: (социально-философский анализ)».
С 1967 по 2006 годы был профессором и заведующим кафедрой научного коммунизма, затем кафедрой социологии, политологии и правоведения Красноярской государственной академии цветных металлов и золота.
С 2006 года — профессор кафедры социологии, политологии и правоведения Института цветных металлов и золота Сибирского федерального университета.
Руководил аспирантурой. Подготовил 9 кандидатов философских и социологических наук.
Автор более 200 научных работ, из которых 10 монографий, а также и большого числа статей.
Действительный член Академии политических наук, член Российского общества социологов.
Был болельщиком «Спартака».

## Награды
28 февраля 2008 года в Главном Корпусе КГПУ имени В. П. Астафьева В. Х. Беленький  был награждён известным российским учёным-социологом, заместителем директора Института социологии РАН, президентом Российского общества социологов профессором В. А. Мансуровым «Почётным дипломом Российского общества социологов» «за большой вклад в развитие социологической науки в России».

## Научные труды

### Диссертации
- Беленький, В. Х. Активность народных масс как социологическая проблема: автореферат диссертации ... кандидата философских наук. / Красноярский педагогический институт [КГПИ]. — Красноярск, 1967. — 23 с.
- Беленький, В. Х. Активные элементы социальной структуры общества: (Соц.-филос. анализ): Автореф. дис. ... д-ра филос. наук : 09.00.11. /Иркут. гос. ун-т. — Иркутск, 1997. — 38 с.
- Беленький, В. Х. Активные элементы социальной структуры общества : Социально-философские и социально-политические проблемы : диссертация ... доктора философских наук в форме науч. докл. : 09.00.11. — Красноярск, 1997. — 55 с.

### Монографии
- Беленький В. Х., Коваль  И. В. Соревнование на службе пятилетки. — Красноярск: Красноярское книжное издательство, 1984. — 78 с. — 5000 экз.
- Беленький В. Х. Трудовой коллектив как социальный субъект: монография. — Красноярск: Красноярский университет, 1990. — 213 с. — ISBN 5-7470-0066-7.
- Беленький В. Х. Ленинские идеи о демократии и современность: монография. — Красноярск: Красноярский университет, 1991. — 169 с. — (Философские науки). — ISBN 5-7470-0261-9.
- Беленький В. Х. Управление персоналом. Организационные аспекты : Конспект лекций. — Красноярск: ГАЦМИЗ, 1994. — 77 с.
- Беленький В. Х. Исторический выбор России. Размышления и диалоги: монография. — Красноярск: Гротеск, 1995. — 181 с.
- Беленький В. Х. Активные элементы социальной структуры общества: социально-философские и социально-политические проблемы. — Красноярск: ГАЦМИЗ, 1997. — 54 с.
- Беленький В. Х., Мулоянов  А. Б., Рубцова А. А. Социодинамика студентов технического вуза: (На прим. ГАЦМиЗ). — Красноярск: Краснояр. гос. акад. цвет. металлов и золота, 1998. — 60 с.
- Беленький В. Х. Преобразования в России и народные массы : Монография. — Красноярск: Краснояр. гос. акад. цв. металлов и золота, 2001. — 172 с. — ISBN 5-8150-0082-5.
- Беленький В. Х., Нелюбин В. В. Город и горожане: социологические проблемы: монография. — Красноярск: Красноярская академия цветных металлов и золота [ГАЦМиЗ], 2003. — 67 с. — ISBN 5-8150-0185-6.
- Беленький В. Х. Статистика и жизнь. Социально-экономические проблемы Красноярского края в свете данных статистики (2001 год): монография. — Красноярск: Красноярская академия цветных металлов и золота [ГАЦМиЗ], 2003. — 28 с.
- Беленький В. Х. Проблемы современной российской интеллигенции. Опыт социологического анализа: [монография]. — Красноярск: Красноярский университет цветных металлов и золота [ГУЦМиЗ], 2005. — 187 с. — ISBN 5-8150-0249-6.
- Беленький В. Х., Данилова Э. В., Лунев В. В. Социальная структура современного российского общества: монография. — Красноярск: Гос. ун-т цветных металлов и золота, 2006. — 263 с. — ISBN 5-8150-0324-7.
- Беленький В. Х. Стратификационная система общества: некоторые вопросы теории и практики / Электронные данные (PDF ; 2.2 Мб). — Красноярск: Сибирский федеральный университет [СФУ], 2009. — 244 с. — ISBN 978-5-7638-1322-7.

### Пособия
- Беленький В. Х., Савин О. И., Данилова Э. В. Социология  : учеб.-метод. пособие для семинар. занятий [для студентов спец. 080507.65 «Менеджмент организации» и напр. 080200.00.62 «Менеджмент»] / Электрон. текстовые дан. (PDF, 318 Кб). — Красноярск : Сибирский федеральный университет [СФУ], 2013.

### Методические указания
- Беленький В. Х., Мулоянов  А. Б.,  Гуляева Н. П. Социология: методические указания по выполнению контрольных работ для студентов всех специальностей заочной формы обучения. — Красноярск : Красноярская академия цветных металлов и золота [ГАЦМиЗ], 1997. — 46 с.
- Беленький В. Х., Будякова С. Н. Политология: Методические указания к контрольным работам для студентов всех специальностей заочной формы обучения. — Красноярск : Красноярская академия цветных металлов и золота [ГАЦМиЗ], 1998. — 23 с.
- Беленький В. Х., Мулоянов  А. Б.,  Гуляева Н. П. Социология: методические указания по выполнению контрольных работ для студентов всех специальностей заочной формы обучения./ 2-е изд. — Красноярск : Красноярская академия цветных металлов и золота [ГАЦМиЗ], 2000. — 46 с.
- Беленький В. Х., Мулоянов  А. Б.,  Гуляева Н. П. Социология: методические указания по выполнению контрольных работ для студентов всех специальностей заочной формы обучения. / 4-е изд. — Красноярск : Красноярская академия цветных металлов и золота [ГАЦМиЗ], 2001. — 45 с.

### Статьи
- Беленький В. Х. Некоторые проблемы социального развития трудовых коллективов : на примере г. Красноярска // XXVII съезд КПСС и пути ускорения социального развития Сибири: тезисы докладов Всесоюзной конференции 20-22 января 1987 г. / Акад. наук СССР, Сиб. отд-ние Сов. социол. ассоц., Краснояр. фил. ;отв. ред. В. В. Сартаков. — Красноярск, Новосибирск: ССА, 1987. — 83 с.
- Беленький В. Х. Современная российская интеллигенция: миф или реальность? // Личность, творчество и современность: сборник научных трудов/ Отв. ред. Д. Д. Невирко. – Красноярск: Сибирский юридический институт МВД России. — Вып. 6. — 2003. — С. 92—103.
- Беленький В. Х., Мулоянов А. Б. О подходе к измерению социодинамики // Социологические исследования. — 1999. — № 2. — С. 120-122.
- Беленький В. Х. Социальные иллюзии: опыт анализа // Социологические исследования. — 2001. — № 5. — С. 110-116. (копия статьи)
- Беленький В. Х. О парадигме развития России. // Социально-гуманитарные знания: Научно-образовательное издание. – 15/06/2002. — №. 3 /2002. — С. 19—33.
- Беленький В. Х. Рабочий класс как объект социологического анализа // Социологические исследования. — 2003. — № 1. — С. 29-36.
- Беленький В. Х., Лунев В. В. Интеллигенция и её функции. // Социальные проблемы современной России: Сборник научных трудов/ Общ. ред. В. Х. Беленький. — Красноярск: Красноярская государственная академия цветных металлов и золота, 2003. – С. 3 - 9.
- Беленький В. Х. Интеллигенция и Россия: перспективы развития. // Социальные проблемы современной России: Сборник научных трудов/Общ. ред. В. Х. Беленький. — Красноярск: Красноярская государственная академия цветных металлов и золота, 2003. — С. 10 - 22.
- Беленький В. Х. Мораль морали рознь (Письмо в редакцию Замечания по поводу статьи В. И. Бакштановского и Ю. В. Согомонова Социология морали: нормативно-ценностные системы // Социол. исслед. 2003. № 5.)// Социологические исследования. — 2004. — № 1. — С. 140-141.
- Беленький В. Х. Еще раз об интеллигенции // Социологические исследования. — 2004. —  № 4. — С. 94-102. (копия статьи)
- Беленький В. Х. Класс наемных работников или рабочий класс? // Социологические исследования. — 2005. — № 3. — С. 127-135.
- Беленький В. Х. Социологические заметки о путешествии во времени // Социологические исследования. — 2005. — № 8. — С. 143-146.
- Беленький В. Х. Социальная структура российского общества: состояние и проблемы теоретической разработки // Социологические исследования. — 2006. — № 11. — С. 49-57. (копия статьи (недоступная ссылка))
- Беленький В. Х. Российский высший класс: проблема идентификации // Социологические исследования. — 2007. — № 2. — С. 13-21.
- Беленький В. Х. Противоречия в жизни и в книге // Социологические исследования. — 2007. — № 11. — С. 129-135.
- Беленький В. Х. Конвергенция: иллюзия или перспектива? // Социологические исследования. — 2008. — № 8. — С. 123-132.
- Беленький В. Х. К вопросу об идеологии рабочего класса // Социологические исследования. — 2008. — № 12. — С. 72-79.
- Беленький В. Х. Пересекающиеся параллели (О книге Шкаратана О.И. «Социально-экономическое неравенство и его воспроизводство в современной России») // Социологические исследования. — 2010. — № 8. — С. 145-154.
- Беленький В. Х. Предпринимательство: развитие, природа, проблемы // Социологические исследования. — 2012. — № 10. — С. 11-20.

### Научная редакция
- Сибирь под знаменем Ленина, по пути Великого Октября: тезисы краевой научно-практической конференции, посвященной 60-летию Великой Октябрьской социалистической революции, в с. Шушенском 19-20 сентября 1977 г. Часть 1. / КПСС. Красноярский городской комитет, Красноярский краевой совет профессиональных союзов, Общество "Знание". Красноярская краевая организация", НТО. Красноярский краевой совет, Красноярский университет [КрасГУ]. / отв. ред. В. Х. Беленький [и др.]. — Красноярск : Б. и., 1977. — 122 с.
- Пути повышения роли социалистического соревнования в ускорении социально-экономического развития Красноярского края : Тез. докл. науч.-практ. конф., 15 апр. 1989 г. / [Редкол.: Беленький В. Х. (отв. ред.) и др.]. — Красноярск : Б. и., 1989. — 78,[2] с.
- Социально-экономические проблемы реформирования России : Сб. науч. тр. / М-во общ. и проф. образования РФ. Краснояр. гос. акад. цв. металлов и золота; [Под ред. В. Х. Беленького]. — Красноярск : Краснояр. гос. акад. цв. металлов и золота, 1998. — 88, [1] с. : табл.; 20 см. ISBN 5-8150-0032-9
- Панюкова В. А. Правоведение: метод. указ. к практ. занятиям для студентов всех спец. дневной формы обучения. / 2-е изд. под ред. В. Х. Беленького. — Красноярск : Изд-во КГАЦМиЗ, 2001. — 43 с.
- Пятков В. Н. Региональная социология: методические рекомендации по подготовке и написанию контрольных работ для студентов заочной формы обучения / под ред. В. Х. Беленького. — Красноярск : Красноярская академия цветных металлов и золота [ГАЦМиЗ], 2003. — 11 с.
- Проблемы обществоведения : Тез. докл. четвертой межвуз. науч. конф. аспирантов и соискателей, 11 дек. 2002 г. / Под общ. ред. В.Х. Беленького. — Красноярск : Краснояр. гос. акад. цв. металлов и золота, 2002. — 147, [2] с. : табл.
- Проблемы обществоведения: материалы V межрегиональной научной конференции аспирантов и соискателей, 23 марта 2004 г. / под общ. ред. В. Х. Беленького. — Красноярск : Красноярская академия цветных металлов и золота [ГАЦМиЗ], 2004. — 238 с. ISBN 5-8150-0211-9
- Проблемы обществоведения: материалы VI межрегиональной научной конференции аспирантов и соискателей, март 2005 г. / Красноярский университет цветных металлов и золота [ГУЦМиЗ] ; под общ. ред. В. Х. Беленького. — Красноярск : Красноярская академия цветных металлов и золота [ГАЦМиЗ], 2005. — 125 с.  ISBN 5-8150-0255-0
- Проблемы обществоведения: материалы VII межвузовской научной конференции аспирантов и соискателей, 18 мая 2006 г./ под общ. ред. В. Х. Беленького. — Красноярск : Красноярская академия цветных металлов и золота [ГАЦМиЗ], 2006. — 123 с. : табл. ISBN 5-8150-0303-4
- Тимофеева И. В. Социальная психология: методические указания по выполнению контрольных работ для студентов специальности 061100 "Менеджмент организации" заочной формы обучения. / под ред. В. Х. Беленького. — Красноярск : Красноярская академия цветных металлов и золота [ГАЦМиЗ], 2003. — 15 с.
- Социальные проблемы современной России : Сб. науч. тр. / Под общ. ред. В.Х. Беленького. — Красноярск : Краснояр. гос. акад. цв. металлов и золота, 2003. — 82 с. : табл.  ISBN 5-8150-0171-6 (в обл.)

## Публицистика
- Беленький В. Х. Мифотворец или мифоборец? // Независимая газета, 19.02.2000.
- Беленький В. Х. Социологические выводы из размышлений о морали // Независимая газета, 16.01.2002.
- Беленький В. Х. Дезориентирующая ориентация (О докладе И. И. Мельникова на III Пленуме ЦК КПРФ 28. XI. 2001.) // Коммунист: Журнал коммунистов. – 17/04/2002. – N. 2(1425)/2002. – С. 106 - 116.